# Vicariat apostolique de Luang Prabang

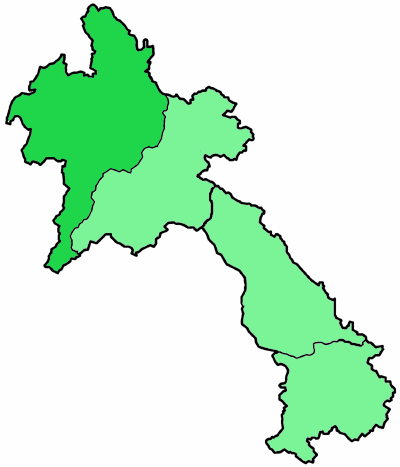
Situation géographique du vicariat apostolique de Luang Prabang.

Le vicariat apostolique de Luang Prabang est un siège de l'Église catholique au Laos, vacant depuis 1975. Il recouvre le nord du pays aux forêts montagneuses. Sa hiérarchie a été détruite par l'avancée du Pathet Lao communiste et il n'y a plus eu de prêtres depuis 1983. Ce n'est qu'en 2014 qu'un seul prêtre est autorisé à pénétrer son territoire. Il comptait alors 2 694 baptisés pour 1 692 000 habitants.

## Territoire
Le vicariat apostolique comprend six provinces du nord du pays : Luang Prabang, Xaignabouli, Oudomxai, Phongsali, Louang Namtha et Bokeo, pour une surface de 83 700 km2. Le siège du vicariat est à Luang Prabang, mais il n'y a plus d'église dans cette ville. Huit communautés de base subsistent dans le territoire.

## Histoire
Le vicariat est érigé le 1er mars 1963 par la bulle Ex quo Christus de Jean XXIII, recevant son territoire du vicariat apostolique de Vientiane. Il est alors confié aux oblats de Marie-Immaculée italiens. Arrivés en 1957 dans la région, l'un des leurs, le jeune Père Mario Borzaga, avait été tué in odium fidei le 25 avril 1960 avec son catéchiste Paul.
En 1975, lorsque le Pathet Lao finit au bout d'années de lutte par s'emparer du pouvoir, le vicariat accueille 26 prêtres pour environ 2 000 baptisés. La religion catholique est aussitôt interdite, les églises détruites et les prêtres (pour la plupart missionnaires) expulsés, emprisonnés ou fusillés pour certains. Il ne reste que deux prêtres en 1975 et plus aucun quelques années plus tard. L'administrateur apostolique, Mgr Thomas Nantha (en même temps vicaire apostolique de Vientiane), meurt en 1984. Un administrateur apostolique est nommé par le Saint-Siège, mais il est toujours en résidence surveillée à Vientiane et a interdiction de se rendre dans son territoire. Un nouvel administrateur est nommé en 1999. Au fil des années, il peut effectuer de courts séjours dans la province de Xaignabouli et à Luang Prabang. En 2005, la situation évolue avec la permission de construire une petite église à Ban Pong Vang dans la province de Xaignabouli. En 2014, il est permis à un seul prêtre de demeurer dans le vicariat.

## Ordinaires
- Lionello Berti O.M.I., 1er mars 1963 - 24 février 1968, décédé
- Alessandro Staccioli O.M.I., 26 septembre 1968 - 29 novembre 1975, nommé évêque auxiliaire de Sienne
  - Thomas Nantha, administrateur apostolique et vicaire apostolique de Vientiane, 29 novembre 1975 - 7 avril 1984, décédé
  - Jean Khamsé Vithavong O.M.I., administrateur apostolique, 7 avril 1984 - 16 février 1999, en même temps vicaire apostolique de Vientiane
  - Titus Banchong Thopanhong, administrateur apostolique, depuis le 16 février 1999[3].